# 骨太の方針

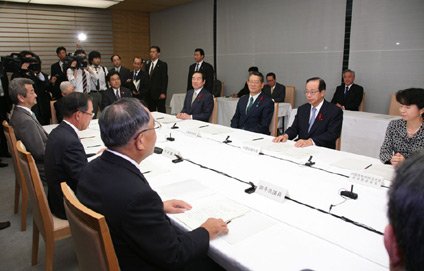
内閣府経済財政諮問会議の会合（2007年10月4日、総理大臣官邸にて）

骨太の方針（ほねぶとのほうしん）は、現在では経済財政運営と改革の基本方針（けいざいざいせいうんえいとかいかくのきほんほうしん、英：Basic Policies for Economic and Fiscal Management and Reform）と呼ばれており、経済財政諮問会議にて決議する政策の基本骨格のことである。その発祥は小泉純一郎政権において「聖域なき構造改革」の着実な実施のために、同会議にて決議させた政策の基本骨格であった。
首相のブレーントラストが「骨太の方針」として総論を作成し、各論を各省庁に作らせ諮問会議で発表させ、その各論の実施プロセスを工程表として提出させ、定期的にその進捗状況を報告させることで、政策実施の進行管理を行った。
骨太の方針とは、2001年6月に答申された「経済財政運営及び経済社会の構造改革に関する基本方針」の際に使われた言葉だったが、小泉首相の退陣後も「骨太の方針第○弾」として呼ばれ、政策の継続性が謳われている。
2001年、当時の宮澤喜一財務相が内閣府に設置された経済財政諮問会議の議論を「骨太」と表現したことから、骨太の方針と呼ばれるようになった。基本策を諮問会議で、具体策を財務省で決めることから、骨や軸がしっかりしている様を名前に込めたとされる。

## 背景
骨太の方針というのは大きな傘みたいなもんだ。総論をしっかり抑えてその下に各省の改革プログラムを組み込んでいく。そうすればみんないやでも改革案を考えざるを得なくなる
—小泉純一郎 
それまで大蔵省が握っていた予算編成の主導権を内閣に移すため、2001年1月に内閣総理大臣を議長とする経済財政諮問会議が設置された。当時の内閣総理大臣小泉純一郎の政治手法とも相俟って、機能が発揮されてきた。経済財政諮問会議においては、毎年6月に経済政策・財政政策の柱となる本基本方針を答申しており、最終的に閣議決定される。
首相は「骨太の方針」が策定されたあと、各省の大臣に「骨太の方針に沿った改革を大臣自身が作成し、諮問会議で発表せよ」と命じた。飯島勲秘書官はこれを「総論でタガをはめ、大臣を抑え、官僚組織のトップを抑えることで各論での『骨抜き』を許さない手法」と表現している。
当初は2001年6月に答申された「経済財政運営と構造改革に関する基本方針」としてとりまとめられ、2007年版においては、2006年まで使用した「経済財政運営と構造改革に関する基本方針」の名称を簡略にし、「経済財政改革の基本方針」と変更している。

## 小泉内閣にて

### 第1弾 2001年
「今後の経済財政運営及び経済社会の構造改革に関する基本方針」（骨太の方針）
2003年度まで（のちに2004年度まで）を成長なしの集中調整期間とし、それ以降の経済成長を軌道に乗せることを主眼とする。
- 日本国債発行30兆円以下
- 不良債権処理の抜本的解決
- 郵政民営化の検討
- 5年間で530万人の雇用創出

### 第2弾 2002年
「経済財政運営と構造改革に関する基本方針2002」（基本方針2002）
経済活性化戦略：6つの戦略、30のアクションプログラム
- 人間力戦略
- 技術力戦略
  - e-Japan重点計画-2002
- 経営力戦略
  - 直接金融市場の整備
  - 規制改革や政府活動の効率化を通じた高コスト構造の是正
- 産業発掘戦略
- 地域力戦略
  - 構造改革特別区域の導入
- グローバル戦略

税制改革
- 税制改革・地方行財政改革・社会保障制度改革
- 「小さな政府」を実現するために、歳出改革を加速
- 2010年代初頭に国と地方を合わせた基礎的財政収支（プライマリーバランス）黒字化を目指す
- デフレーションの克服

### 第3弾 2003年
「経済財政運営と構造改革に関する基本方針2003」（基本方針2003）
- 規制改革・構造改革特区
  - 混合診療の拡大
  - 医薬品販売体制の拡充
  - 一般小売店での一部医薬品販売など規制改革の推進
  - 公立学校の管理・運営の民間委託等
  - 株式会社等による農地取得の拡充
- 資金の流れと金融・産業再生
  - 証券市場の構造改革と活性化
- 会社法改正、合同会社(LLC)設立
- 税制改革
- 雇用・人間力の強化
  - 530万人雇用創出プログラム
- 社会保障制度改革
  - 年金制度の改革
- 「国と地方」の改革
  - 「三位一体改革」で地方補助金を4兆円削減し一定割合を税源移譲
- 予算編成プロセスの改革

### 第4弾 2004年
「経済財政運営と構造改革に関する基本方針2004」（基本方針2004）
- 地方へ3兆円税源移譲 (三位一体の改革)
- 2005年に郵政民営化法案提出
- 社会保障制度見直し開始
- デフレーションからの脱却を確実なものとする
- 特別会計改革

### 第5弾 2005年
「経済財政運営と構造改革に関する基本方針2005」（基本方針2005）
調整の次の段階の方針。「小さくて効率的な政府」への取組 
- 郵政民営化
- 政府の政府開発援助（ODA）の戦略的拡充
- 公務員の総人件費削減・定員の純減目標
- 市場化テストの本格的導入
- 政策金融機関の再編
- 社会保険庁より分離し、全国健康保険協会設立

### 第6弾 2006年
「経済財政運営と構造改革に関する基本方針2006」（基本方針2006）
- 2011年度における国・地方の財政収支の黒字化
- 特別会計改革
  - 道路特定財源制度について一般財源化を前提に早急に検討を進める
- 公益法人制度改革
- 消費者団体訴訟制度
- 後発医薬品推進

## 第1次安倍内閣にて

### 第7弾 2007年
「経済財政改革の基本方針 2007」（基本方針2007）
- 人口減少下における成長の実現
- 戦後レジームからの脱却
- 新たな国家イメージ（「美しい国」）の提示
- 再チャレンジ支援
- ジョブ・カード制度
- 経済連携協定推進
- 道州制
- 教育再生会議
- 社会保険庁解体
- 後発医薬品数量シェアを2012年には30%に

## 第2〜4次安倍内閣にて

### 2017年
- 第3次安倍第2次改造内閣は、平成29年6月9日、「経済財政運営と改革の基本方針2017～人材への投資を通じた生産性向上～」（骨太方針）を閣議決定した。
- 後発医薬品数量シェアを80%に

## 菅内閣にて

### 2020年
- 個人番号の改善。健康データの一覧提供。[14]
- Go To キャンペーンの実施

## 岸田内閣にて

### 2023年
- 雇用保険の適用拡大 - 労働時間が週20時間未満の労働者に対して適用拡大。
- マイナンバーカードの利便性・機能向上
- 労働時間上限規制にともなう、「物流2024年問題」の解決